# Foul End
Foul End – wieś w Anglii, w hrabstwie Warwickshire, w dystrykcie North Warwickshire. Leży 31 km na północ od miasta Warwick i 156 km na północny zachód od Londynu.